# Xã Mad River, Quận Clark, Ohio
Xã Mad River (tiếng Anh: Mad River Township) là một xã thuộc quận Clark, tiểu bang Ohio, Hoa Kỳ. Năm 2010, dân số của xã này là 11.156 người.